# Bernheze

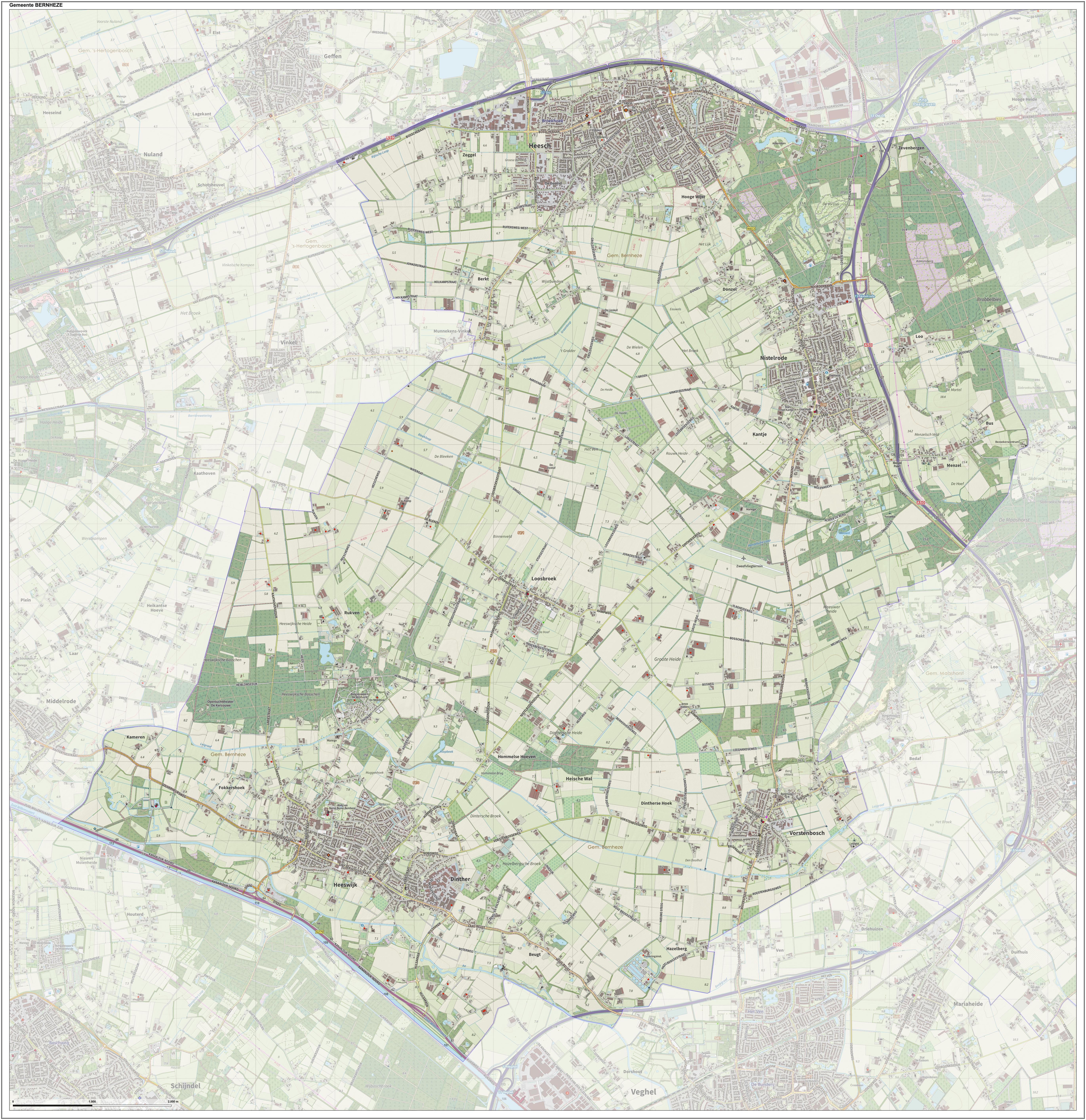
Topografische gemeentekaart van Bernheze, september 2022

Bernheze (uitspraakⓘ) is een gemeente in de Nederlandse provincie Noord-Brabant, deels gelegen in de Meierij van 's-Hertogenbosch en deels in de Peelrand. In 1994 ontstaan na samenvoeging van de gemeenten Heesch, Nistelrode en Heeswijk-Dinther in het kader van gemeentelijke herindeling. De gemeente kreeg in eerste instantie de naam van de grootste kern, Heesch. In 1995 werd de gemeente omgedoopt tot Bernheze. De gemeente telt 32.527 inwoners (22 november 2024, bron: CBS).

## Kernen
De gemeente Bernheze telt zes officiële kernen. In 2011 is als zesde kern, de buurtschap Munnekens-Vinkel opgenomen als Vinkel in de statistieken.
Aantal inwoners per woonkern op 1 januari 2023:
| Woonplaats (BAG)                          | Inwoners 2023 |
| ----------------------------------------- | ------------- |
| Heesch (gemeentehuis)                     | 14.165        |
| Heeswijk-Dinther                          | 8.895         |
| Loosbroek                                 | 1.020         |
| Nistelrode                                | 6.725         |
| Vinkel (gedeeltelijk, "Munnekens-Vinkel") | onbekend      |
| Vorstenbosch                              | 1.455         |

Op 15 december 2016 bereikte de gemeente Bernheze de 30.000 inwoners.

## Buurtschappen en gehuchten
Beugt, Berkt, Bus, Dintherse Hoek, Donzel, Fokkershoek, Hazelberg, Hommelse Hoeven, Hooge Wijst, Kantje, Lage Wijst, Loo, Menzel, Munnekens-Vinkel, Rukven, Zevenbergen, Zoggel.

## Naam
De gemeente is genoemd naar een hoeve, "Bernhese" geheten, die in 1196 aan de Abdij van Berne werd geschonken. Deze abdij bevond zich in de middeleeuwen in de Buurtschap Bern. De gemeente is dus indirect naar deze buurtschap vernoemd. De betekenis van 'Bernhese' is tweeledig: Bern staat voor 'born', dat bron of water betekent. Hese staat voor bos. Letterlijk betekent Bernheze dus 'water en bos'. In 1857 werd een nieuwe abdij van deze naam gesticht, nu in Heeswijk.

## Geografie
De gemeente Bernheze heeft een oppervlakte van 90,38 km² en behoort tot het landelijk gebied van de streekplanregio Uden-Veghel, met uitzondering van Heesch dat tot de streekplanregio Waalboss behoort. Bernheze ligt in de streek Maasland, een van de vier historische kwartieren van de Meierij van 's-Hertogenbosch. Aangrenzend is het natuurgebied De Maashorst.

## Bestuur
| Samenstelling gemeenteraad | Samenstelling gemeenteraad | Samenstelling gemeenteraad | Samenstelling gemeenteraad | Samenstelling gemeenteraad |
| Partij                     | 2010                       | 2014                       | 2018                       | 2022                       |
| -------------------------- | -------------------------- | -------------------------- | -------------------------- | -------------------------- |
| CDA                        | 6                          | 5                          | 6                          | 7                          |
| LOKAAL                     | 8*                         | 4                          | 5                          | 5                          |
| D66                        | -                          | 3                          | 3                          | 3                          |
| SP                         | 3                          | 4                          | 3                          | 3                          |
| Progressief Bernheze       | 3                          | 2                          | 2                          | 2                          |
| VVD                        | 1                          | 1                          | 2                          | 2                          |
| 50 Plus                    | -                          | -                          | -                          | 1                          |
| PP Blanco                  | -                          | -                          | 2                          | -                          |
| lijst-Konings              | -                          | 2                          | -                          | -                          |
| Totaal                     | 21                         | 21                         | 23                         | 23                         |
| Opkomst                    | 51,20%                     | 53,33%                     | 53,66%                     | 50,53%                     |

- *: opgeteld zetelaantal van Algemeen Belang Bernheze, Bernheze Solidair en Onafhankelijke Politieke Groepering, die in 2014 gezamenlijk LOKAAL vormden

Op 24 januari 2024 werd Mark de Man geïnstalleerd als burgemeester.

## Europees Schutterstreffen
Op 27 augustus 2006 vond in Bernheze het Europees Schutterstreffen plaats, waarbij duizenden schutters van schuttersgilden uit heel Europa elkaar ontmoetten.

## Gemeentelijke herindeling
Oorspronkelijk zou een fusie plaatsvinden in 2015 met de gemeente Maasdonk. Dit proces werd echter stop gezet en de gemeente Maasdonk werd verdeeld over de gemeenten 's-Hertogenbosch en Oss. Hierop volgden gesprekken met de gemeentes Uden en Landerd om tot een Maashorst gemeente te komen, echter werd er gekozen voor behoud van zelfstandigheid. Tussendoor zijn er geluiden geweest om Heeswijk-Dinther en Vorstenbosch bij de nieuwe gemeente Meierijstad aan te laten sluiten gezien deze kernen met name op Veghel zijn georiënteerd.

## Monumenten
In de gemeente zijn er een aantal rijksmonumenten, gemeentelijke monumenten en oorlogsmonumenten, zie:
- Lijst van rijksmonumenten in Bernheze
- Lijst van gemeentelijke monumenten in Bernheze
- Lijst van oorlogsmonumenten in Bernheze

## Kunst in de openbare ruimte
In de gemeente Bernheze zijn diverse beelden, sculpturen en objecten geplaatst in de openbare ruimte, zie:
- Lijst van beelden in Bernheze

## Aangrenzende gemeenten
De gemeente grenst in het noorden aan de gemeente Oss, waarbij de snelweg A59 grofweg de gemeentegrens vormt. Verder grenst Bernheze (met de klok mee) aan de gemeenten Maashorst, Meierijstad, Sint-Michielsgestel en 's-Hertogenbosch.
| Aangrenzende gemeenten | Aangrenzende gemeenten | Aangrenzende gemeenten | Aangrenzende gemeenten | Aangrenzende gemeenten |
| ---------------------- | ---------------------- | ---------------------- | ---------------------- | ---------------------- |
| 's-Hertogenbosch       |                        | Oss                    |                        |                        |
|                        |                        |                        |                        |                        |
| Sint-Michielsgestel    | Maashorst              |                        |                        |                        |
|                        |                        |                        |                        |                        |
|                        |                        | Meierijstad            |                        |                        |